# Aliçoni Ajni
Aliçoni Ajni (in tagico Алиҷони Айни?; Kulob, 6 agosto 2004) è un calciatore tagiko, centrocampista del Samgurali Ts'q'alt'ubo e della nazionale tagika.

## Carriera

### Nazionale
Ha esordito con la nazionale tagika il 25 marzo 2021, nella partita di qualificazione al Mondiale 2022 vinta per 3-0 contro la Mongolia. Nel 2024 è stato convocato per la Coppa d'Asia.

## Statistiche

### Cronologia presenze e reti in nazionale
| Cronologia completa delle presenze e delle reti in nazionale ― Tagikistan | Cronologia completa delle presenze e delle reti in nazionale ― Tagikistan | Cronologia completa delle presenze e delle reti in nazionale ― Tagikistan | Cronologia completa delle presenze e delle reti in nazionale ― Tagikistan | Cronologia completa delle presenze e delle reti in nazionale ― Tagikistan | Cronologia completa delle presenze e delle reti in nazionale ― Tagikistan | Cronologia completa delle presenze e delle reti in nazionale ― Tagikistan | Cronologia completa delle presenze e delle reti in nazionale ― Tagikistan |
| Data                                                                      | Città                                                                     | In casa                                                                   | Risultato                                                                 | Ospiti                                                                    | Competizione                                                              | Reti                                                                      | Note                                                                      |
| ------------------------------------------------------------------------- | ------------------------------------------------------------------------- | ------------------------------------------------------------------------- | ------------------------------------------------------------------------- | ------------------------------------------------------------------------- | ------------------------------------------------------------------------- | ------------------------------------------------------------------------- | ------------------------------------------------------------------------- |
| 25-3-2021                                                                 | Dusanbe                                                                   | Tagikistan                                                                | 3 – 0                                                                     | Mongolia                                                                  | Qual. Mondiali 2022                                                       | -                                                                         | 85’                                                                       |
| 29-5-2021                                                                 | Sharjah                                                                   | Thailandia                                                                | 2 – 2                                                                     | Tagikistan                                                                | Amichevole                                                                | -                                                                         | 45’                                                                       |
| 15-6-2021                                                                 | Osaka                                                                     | Tagikistan                                                                | 4 – 0                                                                     | Birmania                                                                  | Qual. Mondiali 2022                                                       | -                                                                         | 85’                                                                       |
| 25-3-2022                                                                 | Namangan                                                                  | Uganda                                                                    | 1 – 1                                                                     | Tagikistan                                                                | Amichevole                                                                | -                                                                         | 83’                                                                       |
| 1-6-2022                                                                  | Dubai                                                                     | Siria                                                                     | 1 – 0                                                                     | Tagikistan                                                                | Amichevole                                                                | -                                                                         | 67’                                                                       |
| 8-6-2022                                                                  | Biškek                                                                    | Tagikistan                                                                | 4 – 0                                                                     | Birmania                                                                  | Qual. Coppa d'Asia 2023                                                   | -                                                                         | 66’                                                                       |
| 25-3-2023                                                                 | Abu Dhabi                                                                 | Emirati Arabi Uniti                                                       | 0 – 0                                                                     | Tagikistan                                                                | Amichevole                                                                | -                                                                         | 79’                                                                       |
| 11-6-2023                                                                 | Tashkent                                                                  | Tagikistan                                                                | 1 – 1                                                                     | Turkmenistan                                                              | CAFA Nations Cup 2023 - 1º turno                                          | -                                                                         | 13’                                                                       |
| 14-6-2023                                                                 | Tashkent                                                                  | Oman                                                                      | 1 – 1                                                                     | Tagikistan                                                                | CAFA Nations Cup 2023 - 1º turno                                          | -                                                                         | 54’                                                                       |
| 21-11-2023                                                                | Islamabad                                                                 | Pakistan                                                                  | 1 – 6                                                                     | Tagikistan                                                                | Qual. Mondiali 2026                                                       | -                                                                         | 68’                                                                       |
| 13-1-2024                                                                 | Doha                                                                      | Cina                                                                      | 0 – 0                                                                     | Tagikistan                                                                | Coppa d'Asia 2023 - 1º turno                                              | -                                                                         | 89’                                                                       |
| Totale                                                                    |                                                                           | Presenze                                                                  | 11                                                                        |                                                                           | Reti                                                                      | 0                                                                         |                                                                           |

## Palmarès

### Club

#### Competizioni nazionali
- Campionato tagiko: 1

Istiklol: 2023
- Coppa del Tagikistan: 1

Istiklol: 2023